# Anouar Benmalek
 (mai 2023).
Anouar Benmalek, né le 16 janvier 1956 à Casablanca, est un écrivain, poète et journaliste franco-algérien d'expression française. Mathématicien de formation, maître de conférences, il vit en France, où il enseigne à la faculté de pharmacie de l'université Paris-Saclay.

## Biographie
Né à Casablanca d'une mère marocaine et d'un père algérien, il fait des études de mathématiques à l’université de Constantine (Algérie). Il est titulaire d'un doctorat d’État en probabilités et statistique soutenu à Kiev et a enseigné comme professeur des universités à l’université des sciences et de la technologie Houari-Boumediene à Bab Ezzouar. Longtemps chroniqueur journalistique, il a également effectué des reportages dans le Moyen-Orient en guerre.
Membre fondateur du Comité algérien contre la torture, il a été l'un des éditeurs du Cahier noir d'Octobre, recueil de témoignages sur les tortures commises par l'armée et la police algériennes sur les manifestants des émeutes d'octobre 1988 en Algérie.
Il est l'auteur de romans lui ayant valu la haine et les appels au meurtre d'intégristes religieux (après Ô Maria) et nationalistes (après Le Rapt)[réf. nécessaire].
Il est l'un des rares écrivains arabes à consacrer un roman à la Shoah et au génocide des Héréros et des Namas avec Fils du Shéol, effectuant le parallèle entre le génocide des Juifs et des Tsiganes, et celui des Héréros,.

## Œuvres
- Cortèges d'impatiences, poésie, Éd. Naaman, 1984, Québec
- La Barbarie, essai, Éd. Enal, 1986, Alger
- Rakesh, Vishnou et les autres nouvelles, Éd. Enal, 1985, Alger
- Ludmila, roman, Éd. Enal, 1986, Alger
- Les amants désunis, roman, Éd. Calmann Lévy, 1998, Paris ; Éd. Livre de Poche, 2000 ; Prix Mimouni 1999 (traduit en 10 langues, sélections Fémina et Médicis).
- L'enfant du peuple ancien, roman, éditions Pauvert, août 2000, Paris ; Ed. Livre de Poche, 2002 ; Prix des auditeurs de la RTBF (Radio Télévision Belge) 2001, Prix RFO du livre 2001, Prix BeurFM-Méditerranée 2001, Prix Millepages 2000 (sélection Fémina, sélection rentrée littéraire 2000 Libraires et lecteurs de la Fnac, sélection du journal Le Soir de Bruxelles, sélection France Télévision, sélection Côté Femmes… traduction en 8 langues)
- L'amour Loup, roman, Éd. Pauvert, février 2002, Éd. Livre de Poche, 2004, Paris
- Chroniques de l'Algérie amère, Éd. Pauvert, janvier 2003, Paris
- Ce jour viendra, roman, Éd Pauvert, septembre 2003
- Ma planète me monte à la tête, poésie, Fayard, janvier 2005
- L'année de la putain, nouvelles, Fayard, 2006
- Ô Maria, roman, Fayard, 2006
- Vivre pour écrire, entretiens, Éd. Sedia, février 2007
- Le Rapt, roman, Fayard, 2009 (traduit en anglais, Abduction, Arabia Books, 2011 ; traduit en italien, Il rapimento, Éd. Atmosphere libri, janvier 2014)
- Tu ne mourras plus demain, récit, Fayard, 2011
- Fils du Sheol, roman, Calmann-Levy, 2015
- L'amour au temps des scélérats, roman, Emmanuelle Collas, 2021

Auteur dans les ouvrages collectifs suivants : 
- Une journée d'été, Éd. Librio, 2000
- Étrange mon étranger, Seloncourt, 2001
- Ma langue est mon territoire, Éd. Eden, 2001
- Nouvelles d'aujourd'hui, Éd. Écoute, Spotlight Verlag, 2001
- Contre offensive, Éd. Pauvert, 2002
- Lettres de ruptures, Éd. Pocket, 2002
- Des nouvelles d'Algérie, Éd. Métailié, 2005
- Le Tour du Mont en 80 pages, Les Lettres européennes, 2005
- Nouvelles d'Algérie, Éd. Magellan, 2009
- Les Enfants de la balle, Éd. Lattès, 2010
- Algérie 50, Éd. Magellan, 2012